# Heterocentron hirtellum
Heterocentron hirtellum är en tvåhjärtbladig växtart som först beskrevs av Célestin Alfred Cogniaux, och fick sitt nu gällande namn av Louis Otho Otto Williams. Heterocentron hirtellum ingår i släktet Heterocentron och familjen Melastomataceae. Inga underarter finns listade i Catalogue of Life.